# Tierra gitana

Tierra Gitana est un album des Gipsy Kings sorti en 1996.

## Titres
1. "A Ti a Ti" – 3:36
2. "Siempre Acaba Tu Vida" – 4:57
3. "Estrellas" – 3:32
4. "Mi Corazon" – 4:29
5. "Mujer" – 4:17
6. "Tierra Gitana" – 3:28
7. "Pajarito" – 3:06
8. "Los Peces en el Rio" – 3:17
9. "Igual Se Entonces" – 3:59
10. "Cataluña" – 3:41
11. "A Tu Vera" – 3:12
12. "Campesino" – 3:30
13. "La Rumba de Nicolas" – 3:56